# Čadobec
Čadobec (rusky Чадобец) je řeka v Krasnojarském kraji v Rusku. Je 647 km dlouhá. Povodí má rozlohu 19 700 km².

## Průběh toku
Protéká přes Středosibiřskou planinu. Nedaleko ústí překonává peřeje. Je to pravý přítok řeky Angary (povodí Jeniseje). Údolí řeky je bažinaté a zalesněné, řeka je bohatá na ryby. Na dolním toku je Čadobec splavný pro lodě s menším ponorem v délce 100 km, u ústí jsou peřeje.
Na řece leží tyto osady Jarkino, Jurochta, Zeledějevo a Čadobec.

## Vodní režim
Zdroj vody je sněhový a dešťový. Nejvyšších vodních stavů dosahuje v květnu a v červnu. V létě dochází k povodním. Průměrný roční průtok vody ve vzdálenosti 133 km od ústí činí přibližně 63 m³/s. Zamrzá v říjnu a rozmrzá v květnu.